# جون كريغتون
جون كريغتون (بالإنجليزية: John Creighton)‏ هو لاعب اتحاد الرغبي نيوزيلندي، ولد في 10 مارس 1937 في روثرهام ‏ في نيوزيلندا.